# Campionati mondiali di biathlon 1995
I Campionati mondiali di biathlon 1995 si svolsero dal 16 al 19 febbraio ad Anterselva, in Italia.

## Risultati

### Uomini

#### Sprint 10 km
| Posizione | Atleta                | Nazione     | Tempo   | Penalità |
| --------- | --------------------- | ----------- | ------- | -------- |
| 1         | Patrice Bailly-Salins | Francia     | 29:23,8 | 1        |
| 2         | Pavel Muslimov        | Russia      | 29:25,7 | 0        |
| 3         | Ricco Groß            | Germania    | 29:29,0 | 0        |
| 4         | Ole Einar Bjørndalen  | Norvegia    | 29:31,1 | 1        |
| 5         | Patrick Favre         | Italia      | 29:41,7 | 1        |
| 6         | Aljaksandr Papoŭ      | Bielorussia | 29:54,9 | 1        |
| 7         | Hervé Flandin         | Francia     | 29:57,2 | 1        |
| 8         | Frank Luck            | Germania    | 29:57,2 | 0        |
| 9         | Pieralberto Carrara   | Italia      | -       |          |
| 10        | Frode Andresen        | Norvegia    | -       |          |

18 febbraio

#### Individuale 20 km
| Posizione | Atleta                | Nazione     | Tempo     | Penalità |
| --------- | --------------------- | ----------- | --------- | -------- |
| 1         | Tomasz Sikora         | Polonia     | 1:01:36,0 | 0        |
| 2         | Jon Åge Tyldum        | Norvegia    | 1:02:10,6 | 0        |
| 3         | Aleh Ryžankoŭ         | Bielorussia | 1:02:16,4 | 2        |
| 4         | Roman Zvonkov         | Ucraina     | 1:02:16,9 | 0        |
| 5         | Vladimir Dračëv       | Russia      | 1:02:35,4 | 3        |
| 6         | Kjell Ove Oftedal     | Norvegia    | 1:03:15,6 | 1        |
| 7         | Patrice Bailly-Salins | Francia     | 1:03:21,3 | 1        |
| 8         | Ėduard Rjabov         | Russia      | 1:03:30,0 | 1        |
| 9         | Sylfest Glimsdal      | Norvegia    | -         |          |
| 10        | Franck Perrot         | Francia     | -         |          |

16 febbraio

#### Staffetta 4x7,5 km
| Posizione | Nazione     | Atleti                                                               | Tempo     | Penalità |
| --------- | ----------- | -------------------------------------------------------------------- | --------- | -------- |
| 1         | Germania    | Ricco Groß Mark Kirchner Frank Luck Sven Fischer                     | 1:23:29,0 | 0        |
| 2         | Francia     | Lionel Laurent Patrice Bailly-Salins Thierry Dusserre Hervé Flandin  | 1:23:41,9 | 0        |
| 3         | Bielorussia | Igor' Chochrjakov Aljaksandr Papoŭ Aleh Ryžankoŭ Vadzim Sašuryn      | 1:24:06,0 | 0        |
| 4         | Italia      | Hubert Leitgeb Wilfried Pallhuber Patrick Favre Pieralberto Carrara  | 1:24:34,5 | 2        |
| 5         | Norvegia    | Ole Einar Bjørndalen Jon Åge Tyldum Frode Andresen Kjell Ove Oftedal | 1:24:41,0 | 1        |
| 6         | Svezia      | Ulf Johansson Mikael Löfgren Jonas Eriksson Frederik Kuoppa          | 1:25:18,5 | 1        |
| 7         | Polonia     | Wiesław Ziemianin Jan Ziemianin Tomasz Sykora Jan Wojtas             | 1:25:42,5 | 1        |
| 8         | Russia      | Aleksej Kobelev Pavel Muslimov Ėduard Rjabov Vladimir Dračëv         | 1:25:53,5 | 0        |

19 febbraio

#### Gara a squadre
| Posizione | Nazione   | Atleti                                                           | Tempo |
| --------- | --------- | ---------------------------------------------------------------- | ----- |
| 1         | Norvegia  | Frode Andresen Dag Bjørndalen Halvard Hanevold Jon Åge Tyldum    | -     |
| 2         | Rep. Ceca | Petr Garabík Roman Dostál Jiří Holubec Ivan Masařík              | -     |
| 3         | Francia   | Thierry Dusserre Franck Perrot Lionel Laurent Stéphane Bouthiaux | -     |

?

### Donne

#### Sprint 7,5 km
| Posizione | Atleta                  | Nazione     | Tempo   | Penalità |
| --------- | ----------------------- | ----------- | ------- | -------- |
| 1         | Anne Briand             | Francia     | 24:00,6 | 1        |
| 2         | Uschi Disl              | Germania    | 24:05,9 | 0        |
| 3         | Corinne Niogret         | Francia     | 24:07,0 | 2        |
| 4         | Soňa Mihoková           | Slovacchia  | 24:22,5 | 2        |
| 5         | Emmanuelle Claret       | Francia     | 24:28,1 | 1        |
| 6         | Andreja Koblar          | Slovenia    | 24:37,7 | 2        |
| 7         | Nathalie Santer         | Italia      | 24:37,5 | 2        |
| 8         | Natal'ja Permjakova     | Bielorussia | 24:39,7 | 1        |
| 9         | Eva Háková              | Rep. Ceca   | -       |          |
| 10        | Florence Baverel-Robert | Francia     | -       |          |

18 febbraio

#### Individuale 15 km
| Posizione | Atleta                 | Nazione     | Tempo   | Penalità |
| --------- | ---------------------- | ----------- | ------- | -------- |
| 1         | Corinne Niogret        | Francia     | 51:16,3 | 1        |
| 2         | Uschi Disl             | Germania    | 51:28,7 | 1        |
| 3         | Ekaterina Dafovska     | Bulgaria    | 52:10,6 | 0        |
| 4         | Svjatlana Paramyhina   | Bielorussia | 52:40,0 | 1        |
| 5         | Valentyna Cerbe-Nesina | Ucraina     | 52:53,3 | 1        |
| 6         | Anne Briand            | Francia     | 53:03,6 | 3        |
| 7         | Magdalena Forsberg     | Svezia      | 53:07,7 | 0        |
| 8         | Song Aiqin             | Cina        | 53:31,9 | 1        |
| 9         | Nadežda Aleksieva      | Bulgaria    | -       |          |
| 10        | Antje Harvey           | Germania    | -       |          |

16 febbraio

#### Staffetta 4x7,5 km
| Posizione | Nazione     | Atlete                                                                              | Tempo     | Penalità |
| --------- | ----------- | ----------------------------------------------------------------------------------- | --------- | -------- |
| 1         | Germania    | Uschi Disl Antje Harvey Simone Greiner-Petter-Memm Petra Behle                      | 1:37:05,0 | 0        |
| 2         | Francia     | Corinne Niogret Véronique Claudel Florence Baverel-Robert Anne Briand               | 1:37:38,4 | 0        |
| 3         | Norvegia    | Ann Elen Skjelbreid Hildegunn Mikkelsplass Annette Sikveland Gunn Margit Andreassen | 1:37:39,3 | 2        |
| 4         | Slovacchia  | Martina Halinárová Erika Lehotská Anna Murínová Soňa Mihoková                       | 1:39:55,1 | 0        |
| 5         | Ucraina     | Tetjana Vodopjanova Nina Lemeš Olena Petrova Valentyna Cerbe-Nesina                 | 1:40:28,3 | 0        |
| 6         | Russia      | Svetlana Panjutina Nadežda Talanova Svetlana Pečërskaja Anfisa Rezcova              | 1:40:35,9 | 2        |
| 7         | Bulgaria    | Ekaterina Dafovska Nadežda Aleksieva Radka Popova Iva Karagiozova                   | 1:41:49,7 | 7        |
| 8         | Stati Uniti | Kristina Sabasteanski Stacey Wooley Beth Coats Ntala Skinner                        | 1:42:00,8 | 1        |

19 febbraio

#### Gara a squadre
| Posizione | Nazione  | Atlete                                                                        | Tempo |
| --------- | -------- | ----------------------------------------------------------------------------- | ----- |
| 1         | Norvegia | Elin Kristiansen Annette Sikveland Gunn Margit Andreassen Ann Elen Skjelbreid | -     |
| 2         | Germania | Kathi Schwaab Simone Greiner-Petter-Memm Uschi Disl Petra Behle               | -     |
| 3         | Francia  | Emmanuelle Claret Véronique Claudel Anne Briand Corinne Niogret               | -     |

16 febbraio

## Medagliere per nazioni
| Posizione | Nazione     | Oro | Argento | Bronzo | Totale |
| --------- | ----------- | --- | ------- | ------ | ------ |
| 1         | Francia     | 3   | 2       | 3      | 8      |
| 2         | Germania    | 2   | 3       | 1      | 6      |
| 3         | Norvegia    | 2   | 1       | 1      | 4      |
| 4         | Polonia     | 1   | 0       | 0      | 1      |
| 5         | Rep. Ceca   | 0   | 1       | 0      | 1      |
| 5         | Russia      | 0   | 1       | 0      | 1      |
| 7         | Bielorussia | 0   | 0       | 2      | 2      |
| 8         | Bulgaria    | 0   | 0       | 1      | 1      |